# Karangklesem (Kutasari)
Karangklesem is een bestuurslaag in het regentschap Purbalingga van de provincie Midden-Java, Indonesië. Karangklesem telt 2725 inwoners (volkstelling 2010).